# City Park (New Orleans)
Il City Park è un parco pubblico a New Orleans, in Louisiana, è l'87 ° parco pubblico urbano più grande e il 20 ° più visitato degli Stati Uniti. Il City Park è circa il 50% più grande del Central Park a New York. Sebbene sia un parco urbano la cui terra è di proprietà della città di New Orleans, è amministrato dalla City Park Improvement Association, un braccio del governo statale. Sulla scia degli enormi danni inflitti al parco a causa dell'uragano Katrina, il Dipartimento della Cultura, Ricreazione e Turismo della Louisiana ha iniziato a sovvenzionare parzialmente le operazioni del parco.
City Park ospita la più grande collezione al mondo di querce vive mature, alcune delle quali hanno più di 600 anni. Il parco fu fondato nel 1854, diventando così il 48 ° parco più antico del paese e istituito come "Parco cittadino" nel 1891.
Il parco era originariamente un luogo utilizzato per i duelli. Nel 1800, gli uomini difendevano il loro orgoglio e il loro onore duellando tra loro sotto le querce in quello che oggi è il parco cittadino, ma che allora era un luogo normalmente tranquillo e appartato dal resto della città. In origine, c'erano due "querce da duello", ma una è stata persa in un uragano nel 1949.

## Storia
Il City Park è stato fondato a metà del XIX secolo su un terreno di fronte a Metairie Road (ora City Park Avenue), lungo i resti di Bayou Metairie, un ex distributore del fiume Mississippi. Il tratto di terra divenne proprietà della città nel 1850 per volontà di John McDonogh. Nel 1854, il 4 ° tribunale distrettuale dichiarò la proprietà un parco pubblico. Il parco originariamente si estendeva per circa 40 ettari da City Park Avenue, poiché le paludi coprivano la maggior parte del paesaggio tra Bayou Metairie e la sponda meridionale del lago Pontchartrain. Nel 1891, viene fondata la City Park Improvement Association e la proprietà è stata ufficialmente istituita come "City Park".
Nei primi due decenni del XX secolo, la City Park Improvement Association ha intrapreso numerosi miglioramenti. Il New Orleans Museum of Art, al suo interno, fu inaugurato nel 1911. Due anni dopo, nel 1913, l'edificio del Casino aprì offrendo rinfreschi. L'edificio del Casinò è attualmente occupato dal Café du Monde. Il Popp Bandstand fu costruito nel 1917 e dedicato il 4 luglio. La piscina Irby fu costruita nel 1924. Il consiglio di amministrazione di City Park realizzò anche una serie di grandi acquisizioni di terreni, tanto che il parco assunse i suoi confini attuali.
Nel 1927, la città ampliò il parco di 364 ettari e l'anno successivo furono costruiti i primi campi da tennis.
Il parco è stato ampliato negli anni '30 grazie a una sovvenzione di 12 milioni di dollari dalla Works Progress Administration. Un piano generale è stato commissionato per guidare lo sviluppo del parco notevolmente ampliato; questo piano è stato in gran parte implementato negli anni '30. Ciò ha incluso l'installazione di molte sculture dell'artista WPA Enrique Alférez, la costruzione di edifici, ponti, strade e gran parte delle infrastrutture elettriche e idrauliche che ancora servivano il parco quando l'uragano Katrina ha colpito nel 2005. È stato sviluppato un roseto formale, la genesi dell'odierno giardino botanico di New Orleans. La WPA ha anche costruito il City Park Stadium, un secondo campo da golf a 18 buche - sede per molti anni del torneo di golf New Orleans Open.
Negli anni '70, il City Park comprendeva quattro campi da golf a 18 buche, oltre 50 campi da tennis, numerosi altri campi e strutture per l'atletica e il Museo d'arte di New Orleans recentemente ampliato.
Fino al 1958, ai bambini e alle famiglie afroamericane è stato vietato l'accesso al parco.

## Uragano Katrina
L'uragano Katrina nell'agosto 2005 ha causato 43 milioni di dollari di danni al parco, abbattendo circa 1.000 alberi e danneggiandone molti altri. Il 95% del parco fu allagato, danneggiando edifici, giostre, attrezzature per la manutenzione, sistemi elettrici e veicoli, paesaggi, compresa quasi l'intera collezione di piante nel giardino botanico di New Orleans.
Circa 75.000 volontari locali e nazionali hanno assistito in progetti di riparazione iniziati nel 2005. A partire dal 2017, il City Park è amministrato ed è in fase di riqualificazione secondo il suo piano generale del 2005, la cui esistenza si è rivelata inestimabile per l'efficace incanalamento dell'assistenza alla ricostruzione sulla scia dell'uragano Katrina.
Il parco si è ripreso dall'uragano Katrina con la riapertura delle strutture e l'aggiunta di molte nuove attrazioni, tra cui un parco acquatico e una pista ciclabile e una passeggiata paesaggistica adiacente al New Orleans Museum of Art.